# سیارک ۶۱۹۱۳
سیارک ۶۱۹۱۳ (به انگلیسی: 61913 Lanning، نامگذاری:2000QJ248) شصت و یک هزار و نهصد و سیزدهمین سیارک کشف شده‌است که در ۲۸ اوت ۲۰۰۰ کشف شد.